# Desmond Armstrong
Desmond Kevin Armstrong, född 2 november 1964 i Washington, D.C., är en amerikansk fotbollstränare och före detta spelare. Under sin aktiva karriär så spelade han 81 landskamper för USA:s landslag och deltog bland annat i VM 1990.